# Asheville
Asheville är en stad i Buncombe County i västra North Carolina i USA. Asheville hade 83 393 invånare vid den officiella folkräkning 2010. Asheville är North Carolinas elfte största stad och är belägen på en platå 650 meter över havet nära Great Smoky Mountains nationalpark.

## Sevärdheter
- Biltmore Estate
- Great Smoky Mountains nationalpark
- The Moog Museum.